# Evert Alkema
Evert Albert Alkema (Eelde, 18 januari 1939 – Leiden, 12 juni 2022) was een Nederlands jurist gespecialiseerd in het staatsrecht en de rechten van de mens.

## Biografie
Alkema was zoon van de Groninger kunstschilder Wobbe Alkema en Johanna Dora Bittkow. Hij studeerde rechten (doctoraal) en economie (kandidaats) aan de Rijksuniversiteit Groningen, waar hij in 1963 afstudeerde. Van 1966 tot 1973 doceerde hij Europees recht aan de Universiteit Leiden en van 1973 tot 1981 was hij werkzaam te Groningen als universitair hoofddocent staatsrecht. Op 18 oktober 1978 promoveerde hij te Leiden cum laude bij Herman Hendrik Maas op het proefschrift Studies over Europese grondrechten. De invloed van de Europese Conventie op het Nederlandse recht, waarin hij de invloed van het Europees Verdrag voor de Rechten van de Mens op de nationale rechtsorde onderzocht. 
In 1981 werd hij in Groningen benoemd tot hoogleraar in de rechtsgeleerdheid; in 1980 was hij reeds benoemd tot buitengewoon hoogleraar aan de Universiteit van Amsterdam met als leeropdracht de rechten van de mens. In 1987 werd die laatste benoeming omgezet in een aanstelling als gewoon hoogleraar, wat hij tot 1996 zou blijven. Tegelijk was Alkema in 1985 benoemd tot hoogleraar staats- en bestuursrecht aan de Universiteit Leiden; hij aanvaardde de benoeming op 13 september van dat jaar met de oratie Een meerkeuzetoets. De rechter en de internationale rechtsorde. In 2003 verruilde hij die leerstoel voor de Van Asbeck-leerstoel mensenrechten aan diezelfde universiteit, na het emeritaat van Hein Schermers. Alkema zou tot 2017 als (deeltijd-)hoogleraar te Leiden werkzaam blijven.
Naast zijn werk als hoogleraar was Alkema ook van 1996 tot 1999 lid van de Europese Commissie voor de Rechten van de Mens (andermaal als opvolger van Schermers) totdat die in 1999 werd opgeheven. Van 2000 tot 2004 was hij ook staatsraad in buitengewone dienst bij de Afdeling bestuursrechtspraak van de Raad van State. Verder was hij lid van het Nederlands Helsinki Comité, redacteur van het NJCM-Bulletin, veelvuldig annotator van de Nederlandse Jurisprudentie, rechter-plaatsvervanger bij het Gerechtshof Amsterdam en het Gerechtshof Leeuwarden, en beschermheer van de door Schermers opgerichte studievereniging voor excellente rechtenstudenten Mordenate College. 
Ten gelegenheid van zijn zeventigste verjaardag werd Alkema in 2009 een liber amicorum aangeboden getiteld Geschakeld recht; bij diezelfde gelegenheid werd hij wegens zijn wetenschappelijke verdiensten benoemd tot Ridder in de Orde van de Nederlandse Leeuw. In 2001 ontving hij een eredoctoraat van de Universiteit van Antwerpen. Onder zijn promoti bevonden zich Tom Barkhuysen, Maarten Feteris, Titia Loenen en Luc Verhey.
Alkema overleed op 83-jarige leeftijd.
- Gemeinsame Normdatei: 138839328
- International Standard Name Identifier: 0000 0000 7887 6855
- Library of Congress Control Number: n79041855
- Nederlandse Thesaurus van Auteursnamen: 068501005
- Système universitaire de documentation: 121279006
- Virtual International Authority File: 95459733
- WorldCat: E39PBJxrYPw8vmyMbY7Xxm7rbd